# 하코네 고마가타케 로프웨이

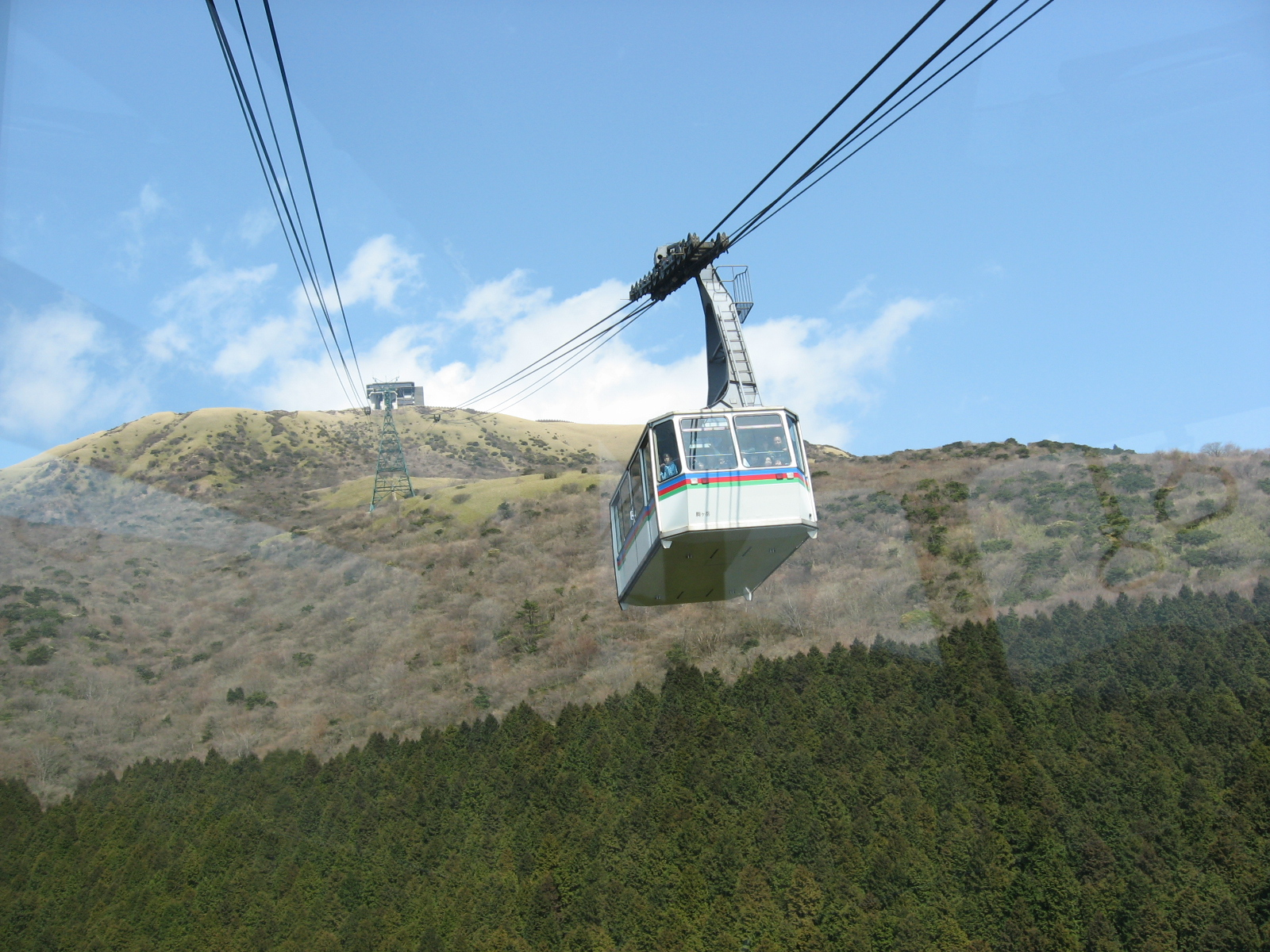
하코네 고마가타케 로프웨이

하코네 고마가타케 로프웨이(伊豆箱根鉄道駒ヶ岳索道線)는 일본 가나가와현 아시가라시모군 하코네정에 있는 여객용 삭도이다. 아시노코 호수 (아시노 호) 호반에 있는 하코네엔 역과 고마가타케 정상 역을 잇는다. 1963년에 개통하였으며 정식적인 노선 이름은 이즈 하코네 철도 고마가타케 삭도선 이라고 한다. 현재 하코네 산의 하나 인 하코네 고마가타케 산정 (높이 1327m)까지 갈 수 있는 유일한 교통수단이다.
곤도라 (반기)는 101인승이며 2대가 있으며 두레박 식으로 교호 운행된다. 편도 소요시간은 7분이며 9시 10분부터 16시 50분 (하산 막차)까지 15분 내지 20분 간격으로 운행된다. 승차권 구입시 하코네 프리패스를 제시하면 할인 운임으로 이용할 수 있다.
하코네엔 역으로 접근하기 위해는 이즈 하코네 버스 및 오다큐 하코네 고속버스 가 운행하는 버스 노선 또는 이즈 하코네 철도가 운항하는 아시노코 유람선이 있다.